# Alkyoneus

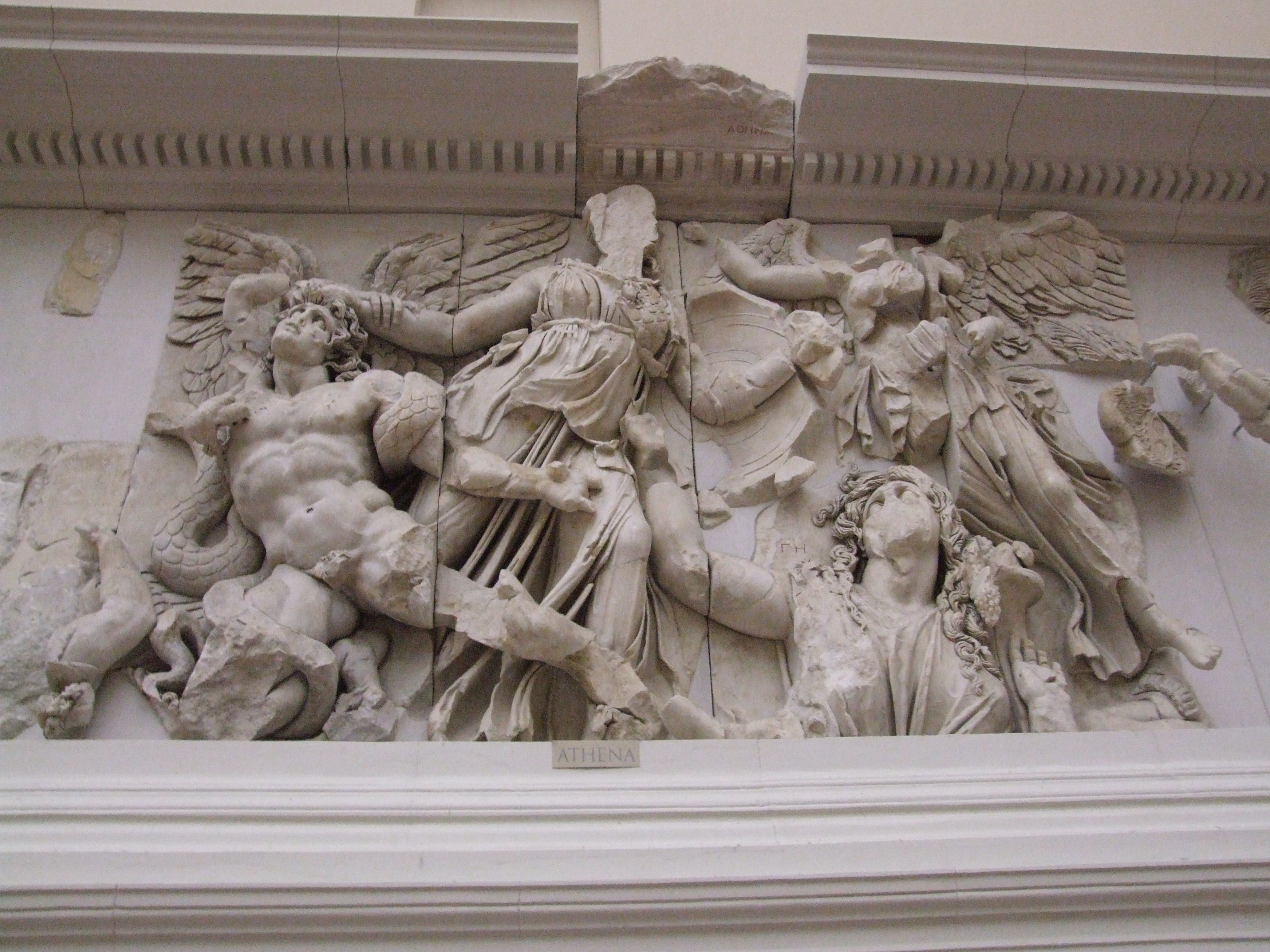
Athena contra Alkyoneus, Pergamonmuseum Berlin

Alkyoneus (řecky Ἀλκυονεύς, latinsky Alcyoneus) je v řecké mytologii nejsilnější z Gigantů, syn bohyně země Gaie, zrozený z kapek krve boha nebe Úrana.
Byl jedním z vůdců vzpoury proti olympským bohům. Nikdy neopouštěl svou rodnou zemi Pallénu na poloostrově Chalkidiki, protože ve své zemi byl nesmrtelný, takové kouzlo mu dala matka Gaia.
Když se do bojů připojil velký hrdina Héraklés, jeho první šíp patřil právě Alkyoneovi. Ten padl na zem, ale ve chvíli se zvedal silnější než dříve. Héraklés si toho všiml, vypozoroval, že při první známce únavy Gigant padá na zem a celým tělem se k ní tiskne. Pak mu došlo, jaká je v tom spojitost. Alkyonea přehodil za hranice Pallény a obr po opuštění své rodné země pozbyl nesmrtelnosti a zahynul.

## Odkaz v umění
Podoba Alkyonea je nejlépe zachována na reliéfu Diova oltáře v Pergamu (z let 180-160 př. n. l.). Objevil ho německý archeolog Karl Humann. Oltář byl přenesen v r. 1878 do Německa a je instalován v Pergamském muzeu v Berlíně.

Na fotografii oltáře je vidět boj bohyně Athény a giganta Alkyonea. Athéna drží Alkyonea za vlasy, aby jej odtrhla od rodné Země a zbavila jej tak jeho síly. Matka Země prosí Athénu o život pro svého syna. Smrt Alkyonea je však již nevyhnutelné, neboť had bohyně Athény se Alkyoneovi již zakousl do hrudě.